# Paranothrotes iranicus
Paranothrotes iranicus är en insektsart som först beskrevs av Willy Adolf Theodor Ramme 1951.  Paranothrotes iranicus ingår i släktet Paranothrotes och familjen Pamphagidae. Inga underarter finns listade i Catalogue of Life.